# Borci (Jezero)
Borci (szerbül: Борци) falu Bosznia-Hercegovinában, Bosanska krajina területén, a Szerb Köztársaságban, Jezero községben. Borci településnek a Szerb Köztársasághoz került része.

## Fekvése
Bosznia-Hercegovina közép-nyugati részén, Banja Lukától légvonalban 43, közúton 62 km-re délre, községközpontjától légvonalban 5, közúton 11 km-re északkeletre fekvő erdős, hegyvidéki területen található. Fő vízfolyása a Borački-patak. Tengerszint feletti magassága 450-től 800 méterig váltakozik. Sok, kis településből állt, melyek legtöbbje mára már kihalt.

## Népessége
| Nemzetiségi csoport | Népesség 1991 | Népesség 2013 |
| ------------------- | ------------- | ------------- |
| Szerb               | 168           | 19            |
| Bosnyák             | 0             | 0             |
| Horvát              | 59            | 0             |
| Jugoszláv           | 0             | 0             |
| Egyéb               | 0             | 0             |
| Összesen            | 227           | 19            |

## Története
A település 1878-ig tartozott az Oszmán Birodalomhoz, majd az Osztrák-Magyar Monarchia része lett. A monarchia szétesésével 1918-ben előbb a Szerb-Horvát-Szlovén Királyság, majd 1929-től a Jugoszláv Királyság része. Jugoszlávia megszállása után a falu a Független Horvát Állam (NDH) része lett. 1945-től a település a szocialista Jugoszlávia része volt. A településen az 1991-es népszámlálás adatai szerint 227-en éltek. A Bosznia-Hercegovinában zajló polgárháború idején a falu a Boszniai Szerb Köztársaság része volt. A háború előtt Jajca községhez tartozott. A háború végén, 1995-ben a Horvát Köztársaság fegyveres ereje szállta meg, lakossága nagyrészt elmenekült. A daytoni békeszerződés aláírása után a két entitás közötti demarkációs vonal a nyugati részét elválasztotta Jajcától és a Szerb Köztársaság területéhez került. A Szerb Köztársaság Nemzetgyűlésének 1996. júniusi határozatával megalapították Jezero községet, melynek a része lett.